# Shobra El-Kheima
Shobra El-Kheima (Arabisch: شبرا الخيمة), kortweg Shobra genoemd, is een metrostation in het gouvernement Qaliubiya dat op 1 oktober 1996 werd geopend. Het is het noordelijkste van de twee metrostations in Shobra El-Kheima en tevens het noordelijke eindpunt van lijn 2 van de metro van Caïro. Het is, samen met Al Shohadaa en El Gizeh, een van de drie metrostations –allemaal aan lijn 2- met een overstap naar het landelijke spoorwegnet. 
De perrons liggen op maaiveldniveau aan de oostkant van de spoorlijn Caïro – Alexandrië. Het stationsgebouw is gebouwd boven de spoorlijn en de metroperrons die daardoor in een soort loods onder dat gebouw liggen. De hoofdingang van het metrostation ligt aan de oostkant van de stationshal en is via vaste trappen toegankelijk vanaf de straat. Aan de westkant van de stationshal liggen twee voetgangersbruggen, een loopt tussen het metrostation en het, ongeveer 200m zuidelijker gelegen, spoorwegstation, de andere kruist de autoweg tussen Caïro en Alexandrië en heeft ten westen van die weg een toegang bij een winkelcentrum aldaar. 
Het metrostation heeft een zijperron aan de westkant dat met een scheidingswand is afgeschermd van de autoweg. De twee oostelijke sporen liggen aan weerszijden van het eilandperron. Ten zuiden van het station rijdt de metro over een viaduct dat ten zuiden van het spoorwegstation de spoorlijn kruist op weg naar Kollejet El-Zeraa. Ten noorden van het station lopen de metrosporen nog ongeveer 600 meter door. Op deze sporen kunnen metrostellen keren en/of geparkeerd worden.  